# Antônio Eufrásio de Toledo
Antônio Eufrásio de Toledo (Cambuí, 25 de outubro de 1901 — Bauru, 24 de novembro de 1978) foi um engenheiro, político e educador brasileiro.

## Biografia
Formou-se engenheiro geógrafo em Juiz de Fora, MG. Aos 22 anos, casou-se com Maria do Carmo Leite, professora que estimulou sua vocação para a educação. Na revolução de 1930, ficou ao lado de Washington Luís, e acabou preso na ilha do Governador depois da ascensão dos revoltosos liderados por Getúlio Vargas. Depois de cumprir mandato de prefeito de Cruzeiro (São Paulo), voltou sua vida à educação, nos anos 1930.
Estabelecido em Bauru, fundou em 1950 a Escola Técnica de Bauru, com cursos de Química Industrial, de Pontes e Estradas e Edificações. No ano seguinte, fundaria a Faculdade de Direito de Bauru. Essas duas instituições foram o embrião do que seria a Instituição Toledo de Ensino, que se espalhou por outras cidades